# Статевий горбок
Стате́вий горбо́к (лат. tuberculum genitale, tuberculum phallicum) — сполучнотканинне утворення в ембріонів ссавців, зачаток майбутніх пеніса та клітора. Інші назви: генітальний горбок, статевий бугорок, генітальний бугорок.

## Формування
Ще до формування промежини (у людини на четвертому тижні) крайки щілеподібного отвору клоаки здуваються, утворюючи валики — лабіоскротальні (губнокалиткові) складки (plicae labioscrotales). Попереду клоаки утворюється горбок у вигляді випинання зі сполучної тканини. На його задній поверхні наявний отвір — сечостатевий синус (sinus urogenitalis), який йде до клоаки і виглядає як її продовження. Надалі горбок подовжується, збільшується й оточується розташованими праворуч та ліворуч нього усередині лабіоскротальних складок валиками шкіри — урогенітальними (сечостатевими) складками (plicae urogenitales). Щілину, оточену складками, зовуть уретральним жолобком (sulcus urogenitalis definitivus).

## Розвиток

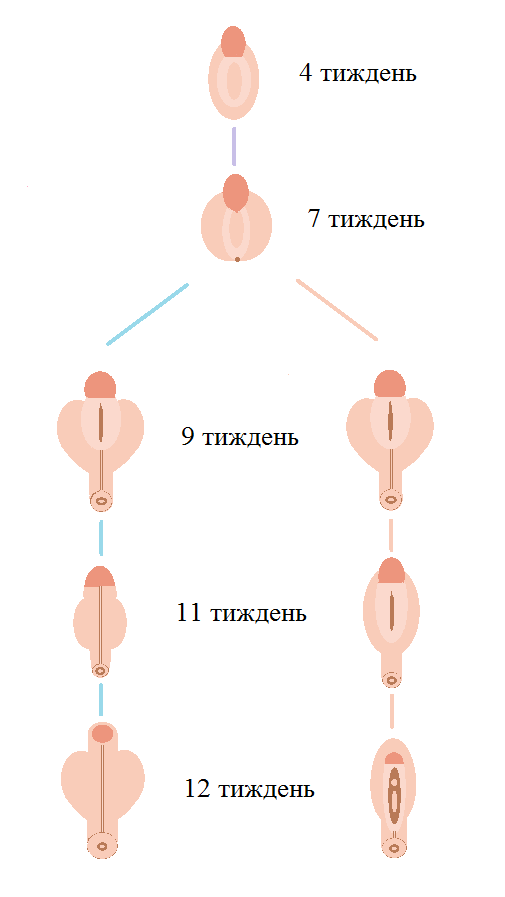
Розвиток статевого горбка у чоловічих (ліворуч) та жіночих ембріонів (праворуч)

На 4-9 тижні статеві горбки з навколишніми тканинами нерозрізнювані у чоловічих та жіночих ембріонів. З дев'ятого тижня розвиток статевого горбка йде різними шляхами.
Розвиток ембріона чоловічої статі стається при наявності у зиготі SRY-гена, який міститься у Y-хромосомі. На 12-14-му тижні за допомогою ультразвукового обстеження з ймовірністю 50 % можливо вже визначити стать: у чоловічого ембріона (хлопчика) статевий горбок випинається як продовження хребетного стовпа під кутом більш ніж 30 %. Розвиток зовнішніх чоловічих статевих органів зумовлений наявністю особливого гормону — дигідротестостерону, вироблюваного яєчками. Статевий горбок (на малюнку позначений червоним) починає видовжуватися, набуваючи форм статевого члена, а урогенітальні складки (світло-рожеві) починають зближатися, формуючи уретральний жолобок. Надалі вони зливаються разом на нижньому боці пеніса, утворюючи губчасту частину сечівника. Видовжений горбок перетворюється на голівку статевого члена та його печеристі тіла. Лабіоскротальні складки (темно-рожеві) розростаються та утворюють калитку, куди пізніше опускаються яєчка, що до 7-8 місяця знаходяться у черевній порожнині. На дванадцятому тижні навколо голівки пеніса формується крайня плоть з передніх ділянок лабіоскротальних складок.
Розвиток ембріона жіночої статі починається у разі відсутності у зиготі SRY-гена (він міститься у Y-хромосомі, відсутньої у жіночій зиготі). Під час ультразвукового обстеження видно, що у жіночого ембріона (дівчинки) статевий горбок випинається як продовження хребетного стовпа під кутом менш ніж 30 %. Розвиток жіночих зовнішніх статевих органів викликається присутністю естрогену та інших гормонів організму матері. На 13-17-му тижні статевий горбок розвивається у майбутній клітор. Тим часом урогенітальні складки розвиваються у малі статеві губи. Їхній розвиток аналогічний розвитку чоловічих статевих органів: вони наростають уздовж колишнього статевого горбка, тільки у жіночих ембріонів здебільшого позаду його, утворюючи вуздечку клітора. Уретральний жолобок залишається недорозвиненим та зникає. Лабіоскротальні складки продовжують також рости й утворюють великі статеві губи; їхні передні та задні ділянки, зливаючись, формують спайки великих статевих губ.
Уретральний жолобок перетворюється на сечівник. На 20-й тиждень формування статевих органів у цілому завершено. Саме тоді найвірогідніші результати дає ультразвукове обстеження щодо визначення статі дитини.